# Норвешка на Европском првенству у атлетици у дворани 2013.
Норвешка је учествовала на 32. Европском првенству у дворани 2013 одржаном у Гетеборгу, Шведска, од 28. фебруара до 3. марта. Ово је било двадесетосмо европско првенство у дворани од 1970. године када је Норвешка први пут учествовала. Репрезентацију Норвешке представљало је 10 спортиста (5 мушкараца и 5 жена) који су се такмичили у 8. дисциплина (4 мушке и 4 женске).
На овом првенству Норвешка није освојила ниједну медаљу.
У табели успешности (према броју и пласману такмичара који су учествовали у финалним такмичењима (првих 8 такмичара)) Норвешка је са два учесника у финалу заузела 23 место са 7 бодова, од 27 земље које су имале представнике у финалу. На првенству је учествовало 47 земаља чланица ЕАА.
На такмичењу су оборена 4 национална и 7 личних рекорда, постигнуто је 9 најбољих резултата сезоне.

## Учесници
| Дисциплина   | Спортисти                                   | Спортисти                       |
| Дисциплина   | Мушкарци                                    | Жене                            |
| ------------ | ------------------------------------------- | ------------------------------- |
| 60 м         | Џејсума Сајди Ндуре                         | Езине Окпараебо Folake Akinyemi |
| 400 м        |                                             | Лине Клостер                    |
| 800 м        | Ådne Svahn Dæhlin                           |                                 |
| 3.000 м      | Ханс Кристијан Флејстад Хенрик Ингебригстен |                                 |
| 60 м препоне | Владимир Вукићевић                          | Исабеле Педерсен                |

| Дисциплина  | Спортисти | Спортисти         |
| Дисциплина  | Мушкарци  | Жене              |
| ----------- | --------- | ----------------- |
| Скок мотком | ——        | Катарине Ларсосен |

## Резултати

### Мушкарци
| Атлетичар               | Дисциплина   | Лични рекорд | Квалификације | Квалификације | Полуфинале           | Полуфинале           | Финале               | Финале       | Детаљи |
| Атлетичар               | Дисциплина   | Лични рекорд | Резултат      | Место         | Резултат             | Место                | Резултат             | Место        | Детаљи |
| ----------------------- | ------------ | ------------ | ------------- | ------------- | -------------------- | -------------------- | -------------------- | ------------ | ------ |
| Џејсума Сајди Ндуре     | 60 м         | 6,55 НР      | 6,65          | 2. у гр. 2 КВ | 6,59 ЛРС             | 2. у пф. 1 КВ        | 6,61                 | 4 / 22       |        |
| Ådne Svahn Dæhlin       | 800 м        | 1:50,06      | 1:52,49 ЛРС   | 5. у гр. 2    | Није се квалификовао | Није се квалификовао | Није се квалификовао | 21 / 26 (28) |        |
| Хенрик Ингебригстен     | 3.000 м      |              | 7:55,77 ЛР    | 4. у гр. 1    |                      |                      | 8:02,45              | 11 /20 (22)  |        |
| Ханс Кристијан Флејстад | 3.000 м      | 8:10,15      | 8:01,58 ЛР    | 7. у гр. 2    | Није се квалификовао | 15 / 20 (22)         |                      |              |        |
| Владимир Вукичевић      | 60 м препоне | 7,71         | 7,78          | 5. у гр 4 кв  | 7,69 НР              | 5 у гр. 2            | Није се квалификовао | 9 / 27       |        |

### Жене
| Атлетичарка       | Дисциплина   | Лични рекорд | Квалификације | Квалификације | Полуфинале            | Полуфинале            | Финале                | Финале       | Детаљи |
| Атлетичарка       | Дисциплина   | Лични рекорд | Резултат      | Место         | Резултат              | Место                 | Резултат              | Место        | Детаљи |
| ----------------- | ------------ | ------------ | ------------- | ------------- | --------------------- | --------------------- | --------------------- | ------------ | ------ |
| Езине Окпараебо   | 60 м         | 7,17 НР      | 7,13 НР       | 1. у гр. 2 КВ | 7,19                  | 3. у пф. 2 КВ         | 7,16                  | 6 / 23 (24)  |        |
| Folake Akinyemi   | 60 м         | 7,36         | 7,41 ЛРС      | 7. у гр. 1    | Није се квалификовала | Није се квалификовала | Није се квалификовала | 16 / 23 (24) |        |
| Ливе Клостер      | 400 м        | 53,25 НР     | 53,15 НР      | 4. у гр. 3    | 52,78 НР              | 4. у пф. 2            | Није се квалификовала | 7 / 20       |        |
| Исабеле Педерсен  | 60 м препоне | 8,20 кв      | 8,18 ЛР       | 5. у гр 3     | 8,22                  | 8 у пф.1              | Није се квалификовала | 16 / 23 (24) |        |
| Катарине Ларсосен | Скок мотком  | 4,41 НР      | 4,16          | =15.          |                       |                       | Није се квалификовала | =15 / 20     |        |